# Chiesa evangelica luterana (Firenze)
La chiesa evangelica luterana è un edificio religioso del centro storico di Firenze, situata sul Lungarno Torrigiani, all'estremità sud-ovest dei giardini Martin Lutero.

## Storia
Fino al 1898, a Firenze i protestanti di lingua tedesca facevano parte della Église évangélique réformée, nata nel 1826 su iniziativa dei residenti svizzeri riformati dai cantoni di lingua francese e dai Grigioni. Già nel 1865, il pastore Hasenclever scrisse in una relazione a Berlino che la parte di lingua tedesca della comunità desiderava o una parità completa con quella francofona o la creazione nel tempo di una comunità autonoma. Tuttavia una crisi si ebbe solo nell'aprile 1898, quando alla nomina di un nuovo rappresentante venne imposto come pastore Hans Iselin di Basilea, che la comunità tedescofona (inclusi alcuni svizzeri e baltici) non riconobbe, fondando il 3 febbraio 1899 la Chiesa evangelica tedesca fiorentina e nominando Eugen Lessing come pastore. Il Lessing rimase in carica fino al 1938, dirigendo sostanzialmente, nel corso degli anni, tutti i progetti di costruzione della chiesa e della casa della Comunità.
Dopo aver definito la struttura organizzativa della comunità, presto si decise di costruire una nuova chiesa, reperendo i fondi sia tra la comunità stessa, sia presso il Consiglio superiore della Chiesa a Berlino, e ottenendo prestiti che saranno poi estinti nel 1911. I primi progetti iniziarono ad arrivare nel 1900, e fu selezionato e successivamente rielaborato in chiave minore dallo stesso Lessing un progetto per pittore bavarese Rudolf Frische di gusto neoromanico, ispirato a edifici come il Duomo di Modena o San Zeno a Verona, con il ricorso policromo al mattone e alla pietra che ricordava esempi come la Cappella degli Scrovegni a Padova. La scelta di uno stile non fiorentino né toscano è probabilmente legata al fatto che il Lessing era stato pastore a Venezia nel 1897-1898.
Acquistate alcune case appartenenti ai Torrigiani il 30 giugno 1900, su una piazzetta recentemente configuratasi con l'apertura del lungarno Torrigiani a spese dei giardini di palazzo Torrigiani del Nero, venne scelto l'architetto fiorentino Riccardo Mazzanti, allievo di Emilio de Fabris e autore anche della chiesa Valdese e della chiesa episcopale americana di Saint James, che redasse il progetto definitivo, con un protiro in facciata che richiese l'ulteriore acquisto di alcuni metri quadrati di terreno dal Comune di Firenze. I lavori procedettero speditamente e già il 1º dicembre 1901 la chiesa venne inaugurata. Per quanto riguarda le decorazioni originarie, il circolo di Böcklin era ben rappresentato, mentre sembra che nessuno degli artisti impegnati avesse strette relazioni con la Villa Romana, fondata nel 1905, o con Adolf von Hildebrand. Tuttavia una considerevole parte dell'arredamento iniziale della chiesa cadde vittima nel 1953 del "rinnovamento architettonico e stilistico del luogo di culto" sotto la direzione dell’architetto George Edward Scheffer, che rimosse i dipinti e, tra l'altro, la croce dell’altare del 1901 del veneziano Vincenzo Cadorin. 
Danneggiata durante la guerra e dall'alluvione del 1966, è stata restaurata dall'architetto Vinicio Brilli. L'attuale disposizione degli spazi risale a un intervento del 1995, con l'aggiunta di una nuova croce dell'altare nel 2009, opera di Kathrin Hattenhauer.

## Descrizione

### Esterno
La chiesa è rialzato rispetto al piano stradale per evitare i danni delle piene d'Arno, all'epoca della costruzione relativamente frequenti. 
Sulla facciata, che si richiama cromaticamente al romanico veneto con il bianco della pietra ed il rosso dei mattoni, si apre un protiro di gusto neomedievale, sorretto da due colonne e decorato da due nicchie con statue angolari (La Parola e Il Canto di Theodor Riegel e Christian Neuper) e da archetti ciechi pensili. Sul portale si legge il titolo di un celebre inno luterano: «EIN FESTE BURG IST UNSER GOTT» ("Forte rocca è il nostro Dio"). Al di sopra di esso, la facciata presenta una fascia di finestre formato da una pentafora centrale e due bifore laterali; più in alto si trova il rosone circolare. Il profilo a capanna è sottolineato da altri archetti pensili.
A destra si trova una lapide bronzea:
| DEUTSCHE EVANGELISCHE GEMEINDE GEGRÜNDET AM 3. FEBRUAR. 1899 ______ DES HERRN WORT BLEIBET IN EWICKEIT. I. PETR. 1,25 ______ |

La traduzione in italiano è: «Chiesa evangelica tedesca / Fondata il 3 febbraio 1899 / "La parola del Signore rimane in eterno" (Prima lettera di Pietro 1,25)».

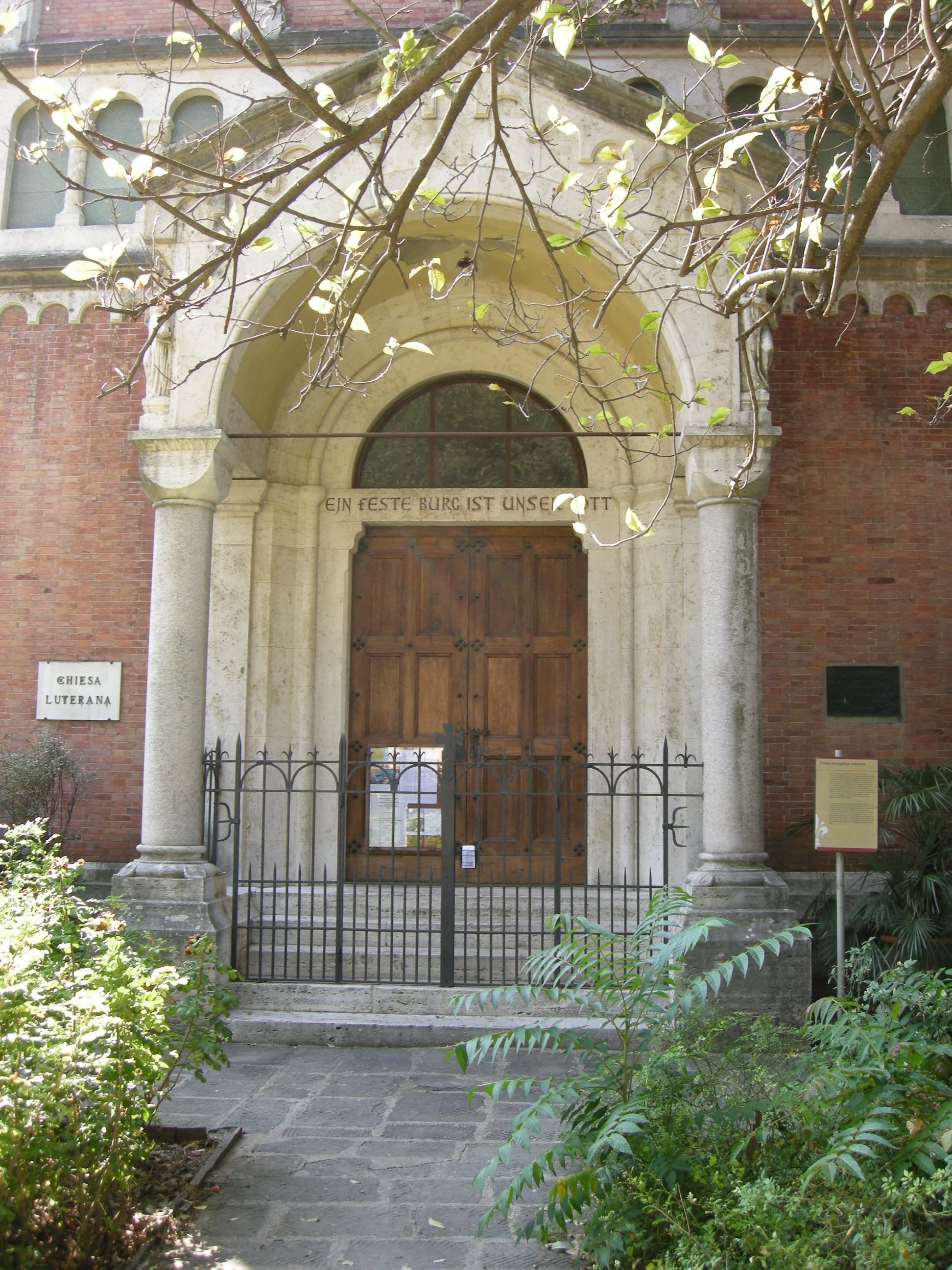
Portale
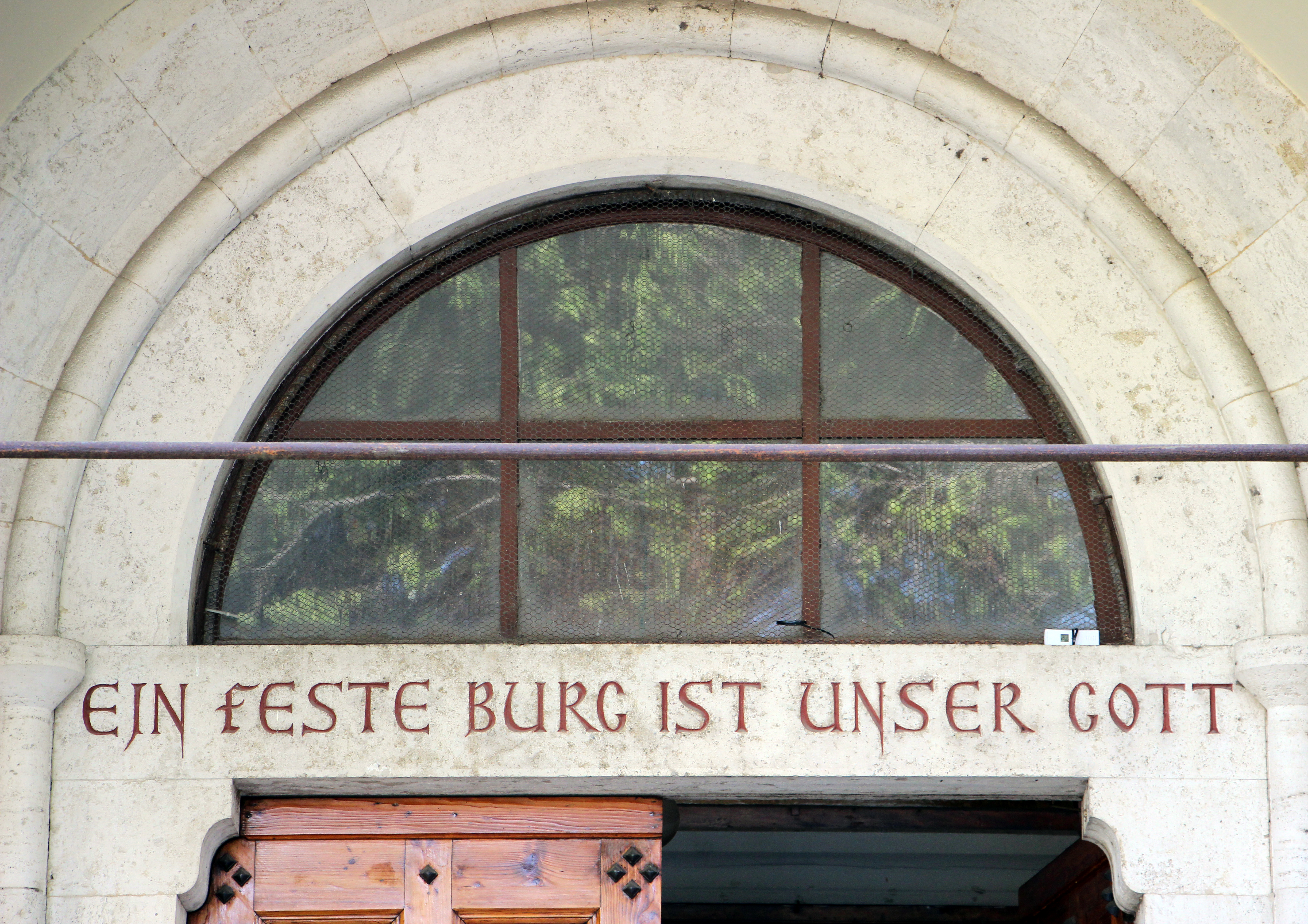
Lunetta del portale con iscrizione
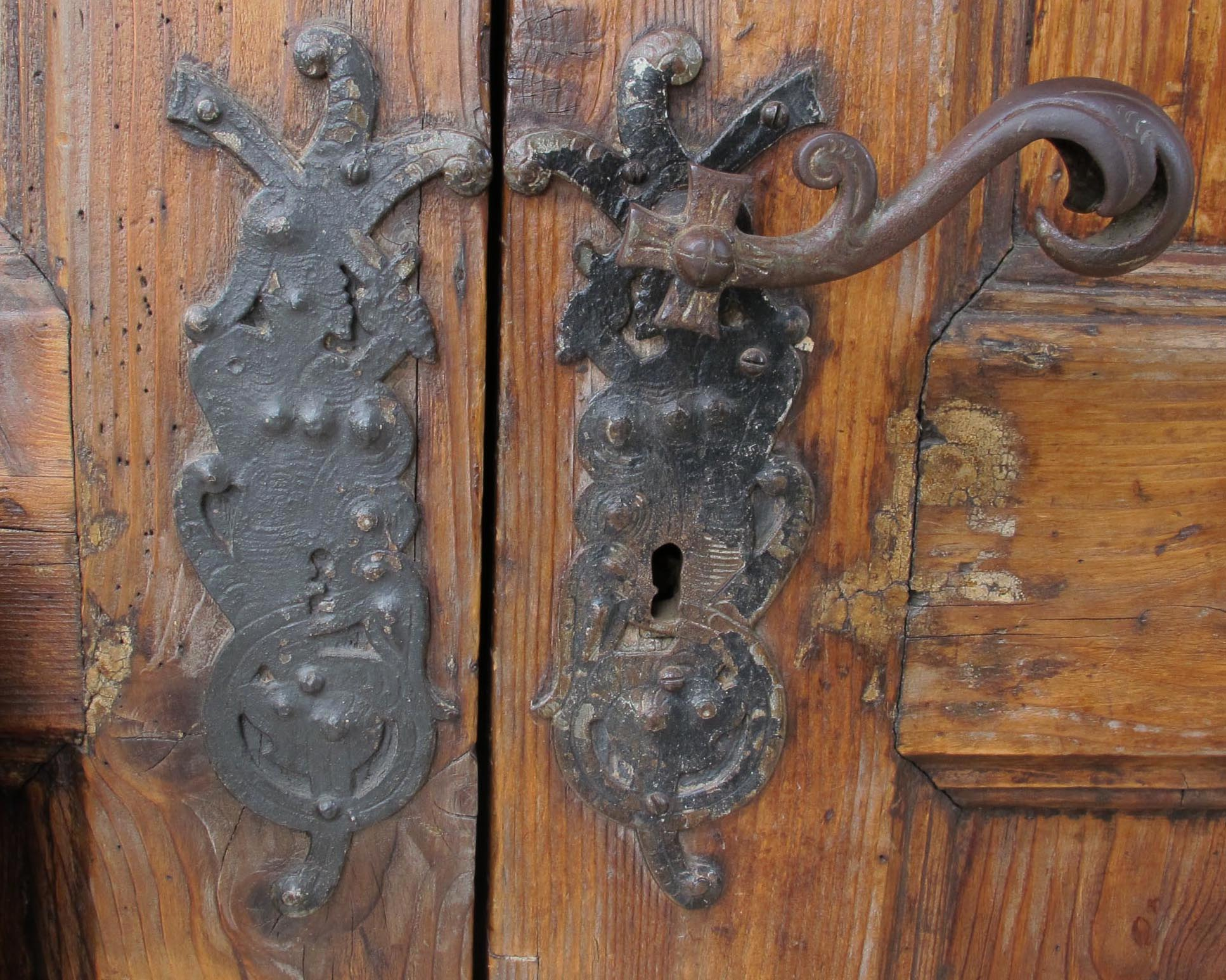
Maniglia
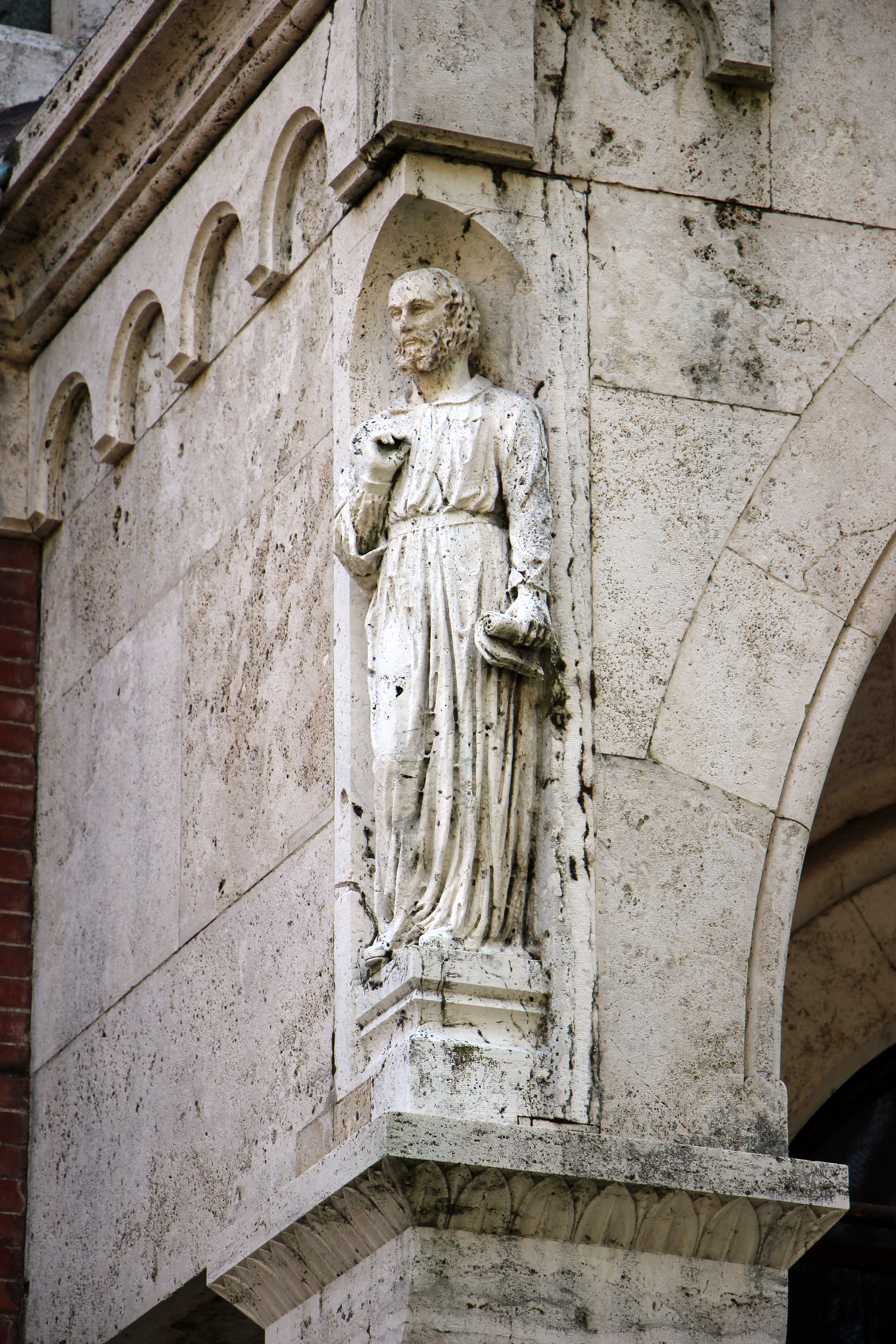
La Parola, statua sul protiro
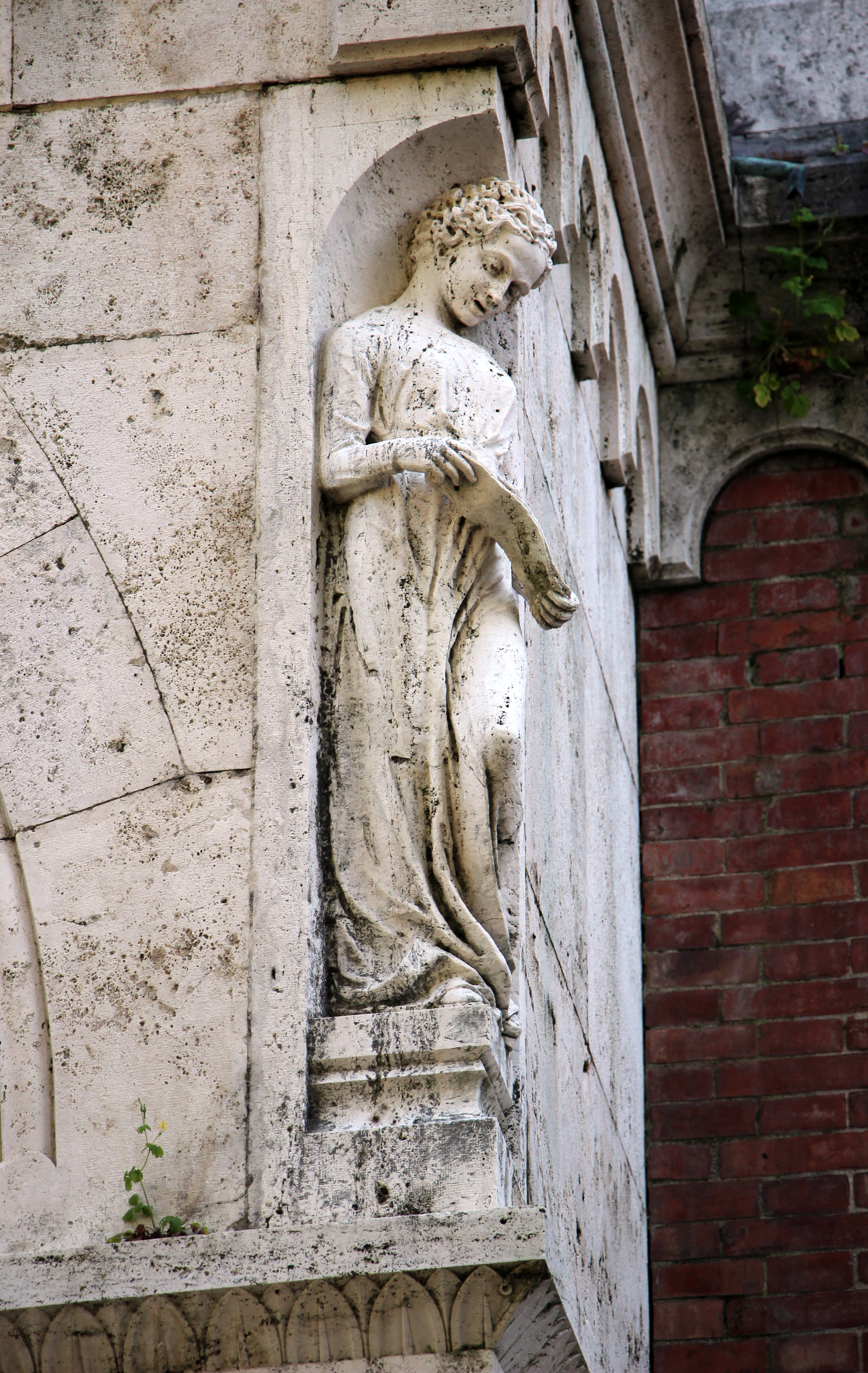
Il Canto, statua sul protiro

### Interno
L'interno della chiesa è improntato ad estrema semplicità lineare. Esso è a navata unica coperta con capriate lignee e terminante con un'abside semicircolare (internamente dorata dal 1904) incorniciata da colonnini con capitelli recanti simboli eucaristici. Qui si trova l'altare marmoreo, costituito da una mensa poggiante su colonnine corinzie in stile neomedievale (originale del 1901); alla sua sinistra, il pulpito ligneo. 
Anche le panche della chiesa in legno di castagno risalgono in larga parte alla costruzione originaria, e sono dotate sotto di un antico sistema di riscaldamento.
In controfacciata si trova la cantoria, la cui balaustra è decorata con i simboli dei quattro evangelisti, e l'organo Kemper-Heberlein del 1966, implementato nel 1984. Sotto l'arcata di sinistra si trovano tre bassorilievi raffiguranti le parabole del Buon Pastore, del Seminatore e del Pescatore di uomini, opera dello scultore Karl Gabriel del 1912, donati dal principe Federico Enrico di Prussia e decoranti un tempo il pulpito. Lungo la parete destra si trova la pietra sepolcrale di Eugen Lessing, pastore dal 1898 al 1938. 

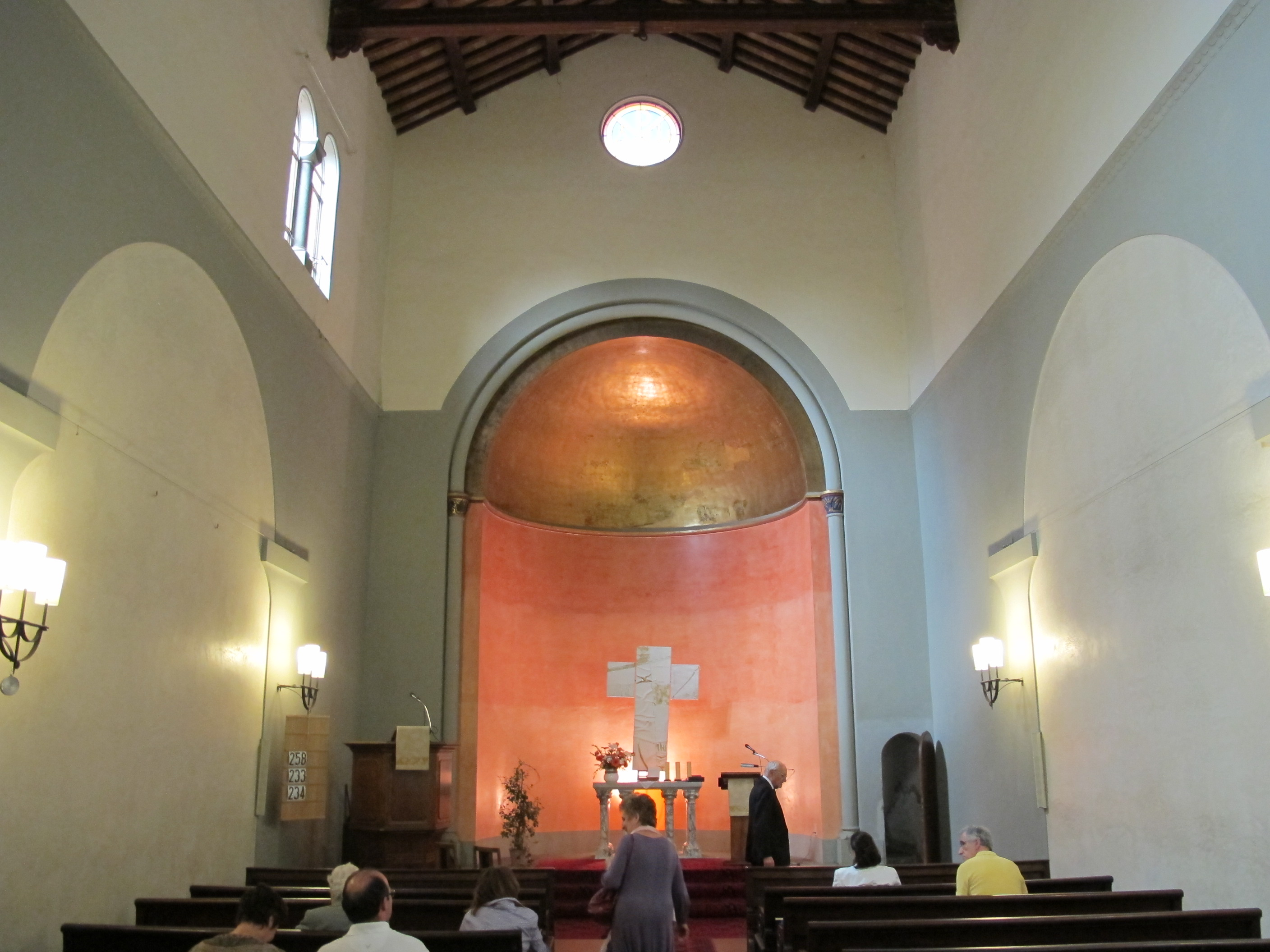
Interno
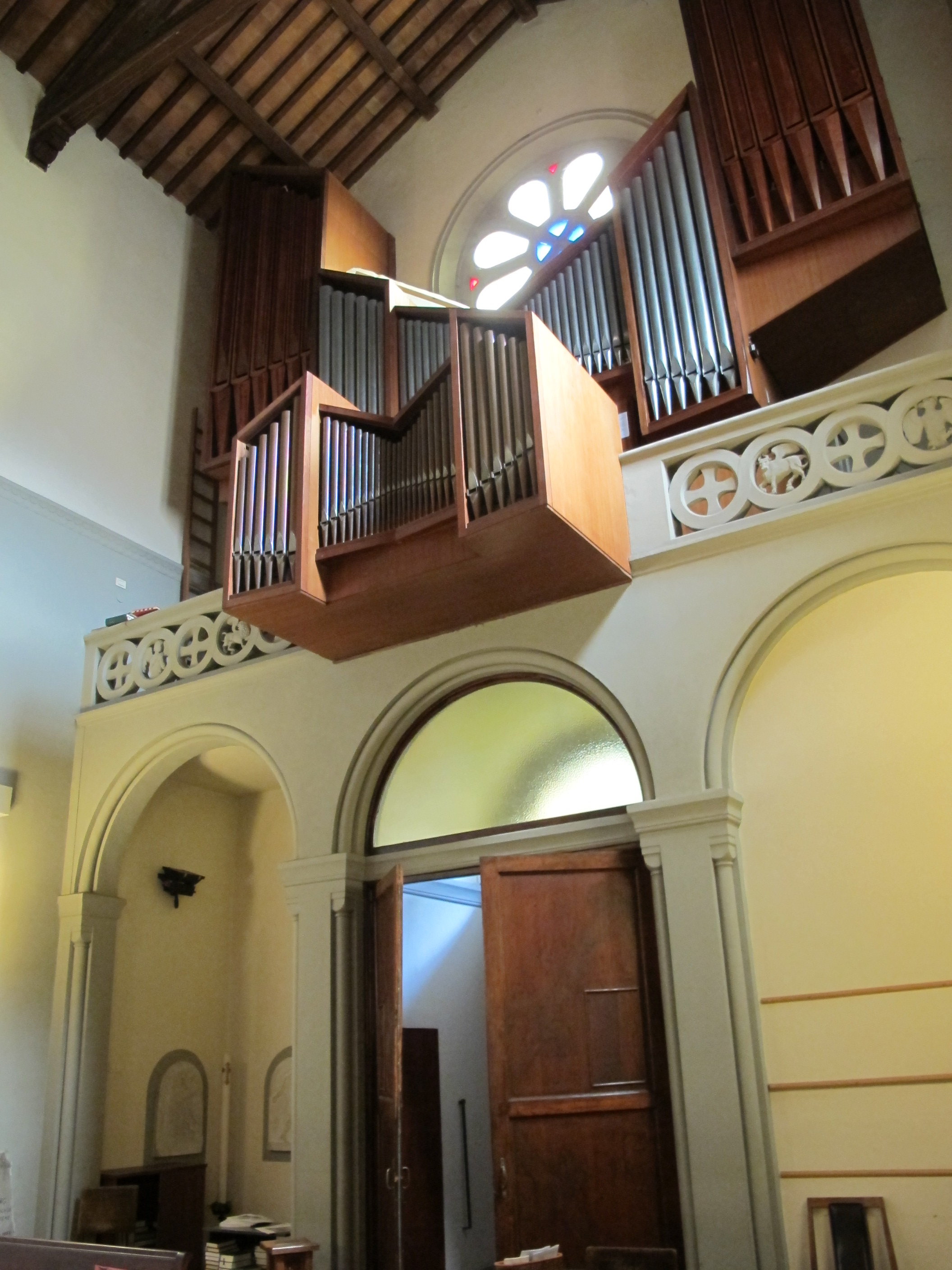
Cantoria e organo

## La casa della Comunità

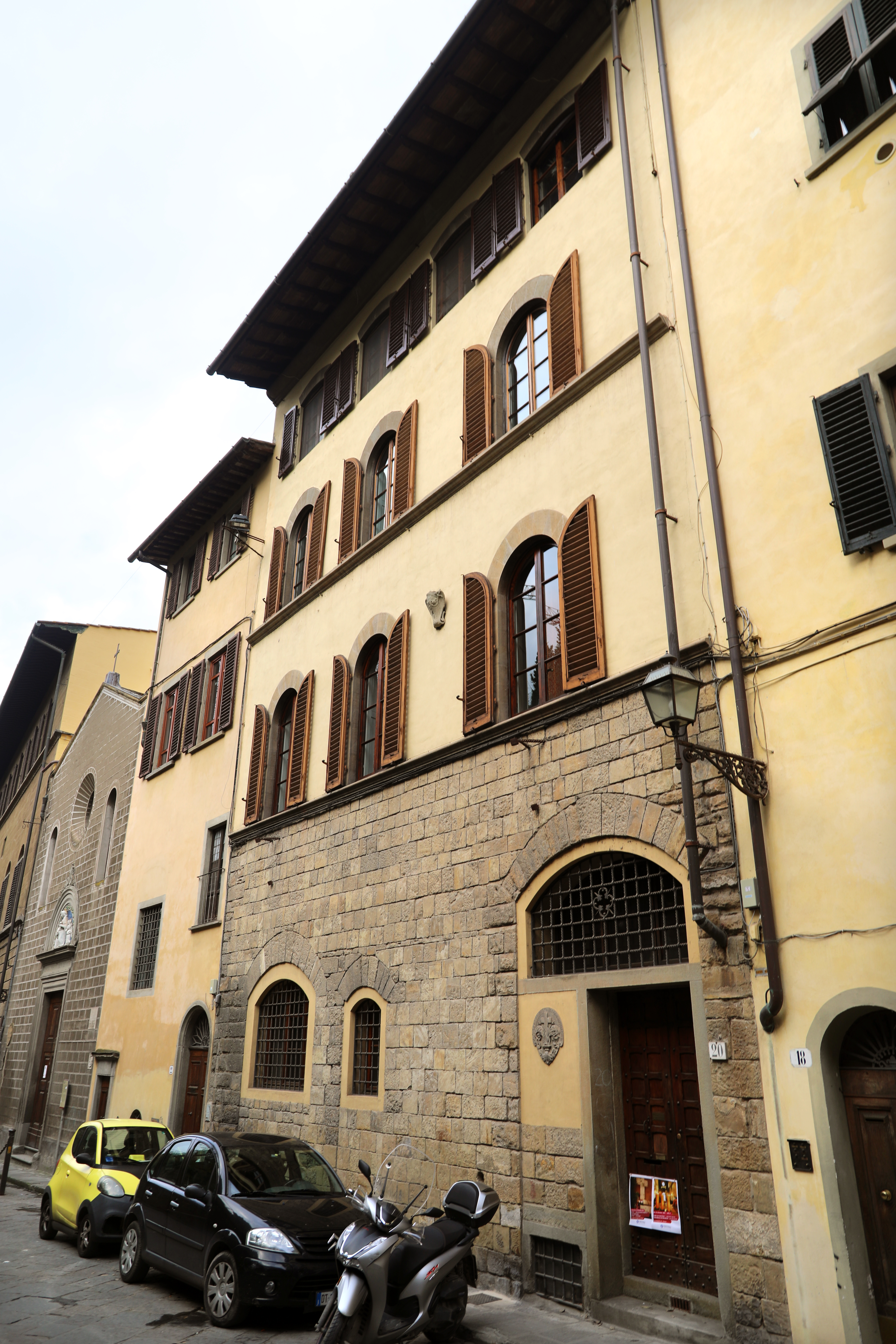
Casa della Chiesa Evangelica Luterana

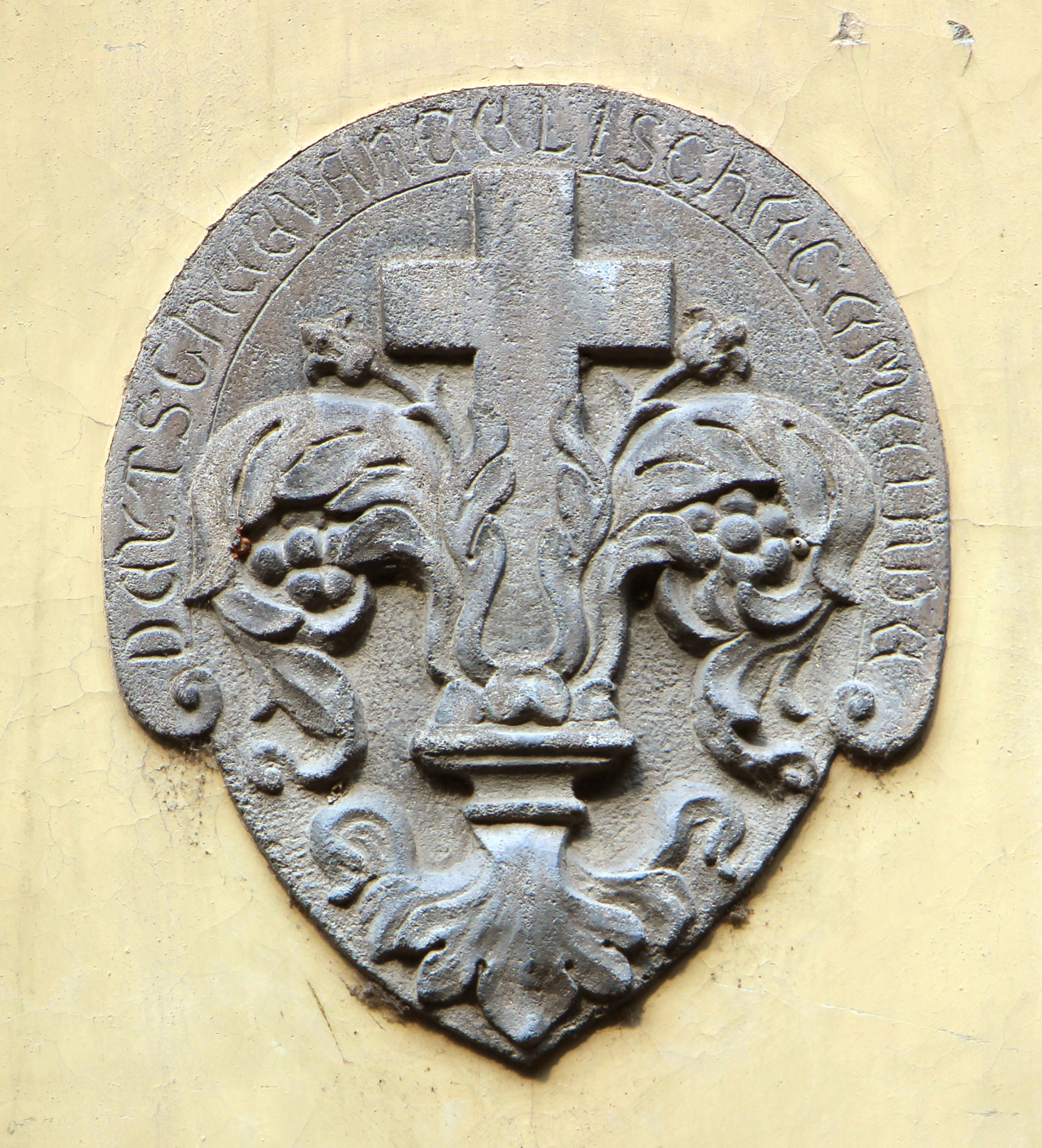
Stemma della Comunità fiorentina

Sul retro della chiesa si trova un piccolo cortile, con la porta della sagrestia in stile neoromanico, decorata da bassorilievi di Reinhard Bruckmann, un nipote dell'architetto Carlo Böcklin e figlio dello scultore Peter Bruckmann; vi è rappresentato Cristo che arriva da Gerico e viene accolto davanti alla porta di Gerusalemme (1914 circa). Sulla parete della casa del custode si trova qui poi un altorilievo dello stesso autore con il busto di san Giovanni Battista, patrono di Firenze, identificabile dall'iscrizione Vox clamantis in deserto.
La casa della Comunità, dove si trova anche un biblioteca di testi in lingua tedesca, si sviluppa sul retro fino a via de' Bardi 20, ed ospita anche la casa del pastore e locali un tempo destinati a scuola. Questo edificio sorse al posto di due case medievali, acquistate nel 1900 dal pastore Lessing. 
Una volta saldati i debiti per la costruzione della chiesa, tra il 1914 e il 1915, il pastore fece realizzare una radicale ristrutturazione, finalizzata ad accogliervi alcuni servizi sociali, la scuola tedesca e, per un periodo, anche il consolato. Autore dell'intervento fu l'architetto Carlo Böcklin, figlio del noto pittore svizzero Arnold, che, in sintonia con quanto già fatto per la chiesa, si ispirò a forme rigorosamente neomedievali. Agli edifici originari spetta il paramento in pietra forte del piano terra, che fu esplicitamente fatto rimettere in luce dalla soprintendenza, con alcune piccole modifiche (come la trasformazione dei portali secondari in finestre, dove l'architetto usò sapientemente lo stesso materiale ma lavorato più liscio e leggermente arretrato rispetto al filo della parete, in modo da rimanere distinguibile. I piani superiori mostrano con finestre centinate su cornici marcadavanzale, per tre assi sviluppati per tre piani più un mezzanino. Nell'ambito di questi lavori è da collocare anche l'insegna a mandorla in pietra della comunità evangelica tedesca posto ai lati della porta d'ingresso, una rielaborazione di un giglio fiorentino da cui emerge la Croce, scelto dal pastore Lessing e ripetuto anche nel sigillo della comunità. 
Sempre a Carlo Böcklin si deve il vestibolo d'ingresso (dove troneggia un pilastro gotico, residuo dell'edificio medievale) e la sistemazione del prospetto sul cortile interno a ridosso dell'abside, ampiamente finestrato. All'edificio medievale appartengono anche parti della cantina e i pilastri nel cortile. Il pastore Lessing credeva in queste case fosse un "frammento di un grande ospedale e ospizio per pellegrini, costruito nel 1292 per la vicina chiesa di Santa Lucia de' Magnoli, che ha servito ai suoi scopi per secoli, fino a quando non è stato suddiviso in quattro case più piccole e venduto a privati", probabilmente fraintendendo le notizie riguardanti lo "spedale di Santa Lucia", che la confraternita del Bigallo aveva eretto sul sito del successivo palazzo Bardi Canigiani e sul lato opposto della strada. 
Allo scoppio della prima guerra mondiale, quando la casa comunitaria era già coperta e quasi finita, i lavori vennero interrotti, quando per sicurezza tutti i tedeschi lasciarono la città, e ripresi col completamento dei pavimenti e delle opere di falegnameria tra il 1921 e il 1922, dopo che il pastore Lessing, con grande abilità, aveva negoziato la revoca della confisca nel frattempo avvenuta. Il Ministero degli Esteri tedesco a Berlino approvò un sussidio di 46.000 lire nella speranza che fosse possibile ospitare qui anche la scuola e il Kunsthistorisches Institut, che tuttavia fu poi destinato ad altra sede poiché le piccole stanze del pian terreno non avrebbero potuto ospitare l'arrivo di una grande biblioteca dalla Germania.
Si segnala come sul fronte esterno vi sia un piccolo scudo con armi di parentela nelle quali appare l'elemento araldico della ruota, forse riferibile alla famiglia Nasi, che in questa zona ebbe molte case e proprietà. Fu rimontato qui da uno degli edifici anteriori, come si vede in una fotografia del maggio 1914.
L'edificio è tutelato da vincolo architettonico.